# 圣塞韦里诺-马尔凯
圣塞韦里诺-马尔凯（義大利語：San Severino Marche），是意大利马尔凯大区马切拉塔省的一个市镇。总面积193平方公里，人口13259人，人口密度68.7人/平方公里（2009年）。ISTAT代码为043047。